# گلوبر روشا
گلوبر روشا با تلفظ صحیح نام گلوبه هُش (پرتغالی: Glauber Rocha; ۱۴ مارس ۱۹۳۹ – ۲۲ اوت ۱۹۸۱) فیلم‌نامه‌نویس، کارگردان، هنرپیشه و نویسنده اهل برزیل بود. او برجسته‌ترین فیلمساز سینما نوو و از مهمترین کارگردانان سینمای برزیل به‌شمار می‌رود.
دو فیلمش، خدا و شیطان در سرزمین خورشید (۱۹۶۴) و زمین محنت‌زده (۱۹۶۷) را از مهم‌ترین دستاوردها در تاریخ سینمای برزیل برشمرده‌اند.